# Salmaise
Salmaise ist eine französische Gemeinde mit 128 Einwohnern (Stand 1. Januar 2022) im Département Côte-d’Or in der Region Bourgogne-Franche-Comté (vor 2016: Burgund). Sie gehört zum Arrondissement Montbard und zum Kanton Montbard.
Die Einwohner werden Salmaisiens und Salmaisiennes genannt.

## Geographie
Salmaise liegt circa 31 Kilometer südöstlich von Montbard und circa 32 Kilometer nordwestlich von Dijon in der Région naturelle Auxois.
Umgeben wird Salmaise von den sieben Nachbargemeinden:
| Boux-sous-Salmaise | Source-Seine                                |                      |
| Villeberny         | Kompassrose, die auf Nachbargemeinden zeigt | Bligny-le-Sec        |
| Villy-en-Auxois    | Verrey-sous-Salmaise                        | Villotte-Saint-Seine |

Salmaise liegt im Einzugsgebiet des Flusses Seine. Die Oze, ein Nebenfluss der Brenne, durchquert das Gebiet der Gemeinde zusammen mit ihren Nebenflüssen, dem Ruisseau de Come und dem Vau sowie dessen Nebenfluss, dem Lavau, der in Salmaise entspringt.

## Geschichte
Gegen 70 nach Christus gab es ein gallorömisches bei Salmaise und dem Weiler Blessey der heutigen Nachbargemeinde Source-Seine. 45 bewohnten das Gebiet in einem Dorf mit einem Dutzend Häusern, darunter, vier Bauernhöfen und einem Mansio, einer Raststätte auf dem Weg vom Hoch-Auxois zu den Quellen der Seine. Fünf Schmieden lagen verstreut in den Häusern und der Raststätte. Mit Ausnahme der Raststätte waren alle Gebäude aus Trockenmauerwerk errichtet.
Im Jahre 1020 gründeten Walo und Warnerius, Grundherren von Sombernon in Salmaise ein Priorat der Zisterzienserabtei La Bussière.

## Einwohnerentwicklung
Nach Beginn der Aufzeichnungen stieg die Einwohnerzahl bis zur Mitte des 19. Jahrhunderts auf einen Höchststand von rund 550. In der Folgezeit sank die Größe der Gemeinde bei kurzen Erholungsphasen, ein Trend, der bis heute anhält.
| Jahr                       | 1962 | 1968 | 1975 | 1982 | 1990 | 1999 | 2011 | 2019 |
| Einwohner                  | 199  | 169  | 156  | 161  | 157  | 136  | 138  | 135  |
| Quellen: Cassini und INSEE |      |      |      |      |      |      |      |      |

## Sehenswürdigkeiten

### Pfarrkirche Notre-Dame-de-la-Nativité

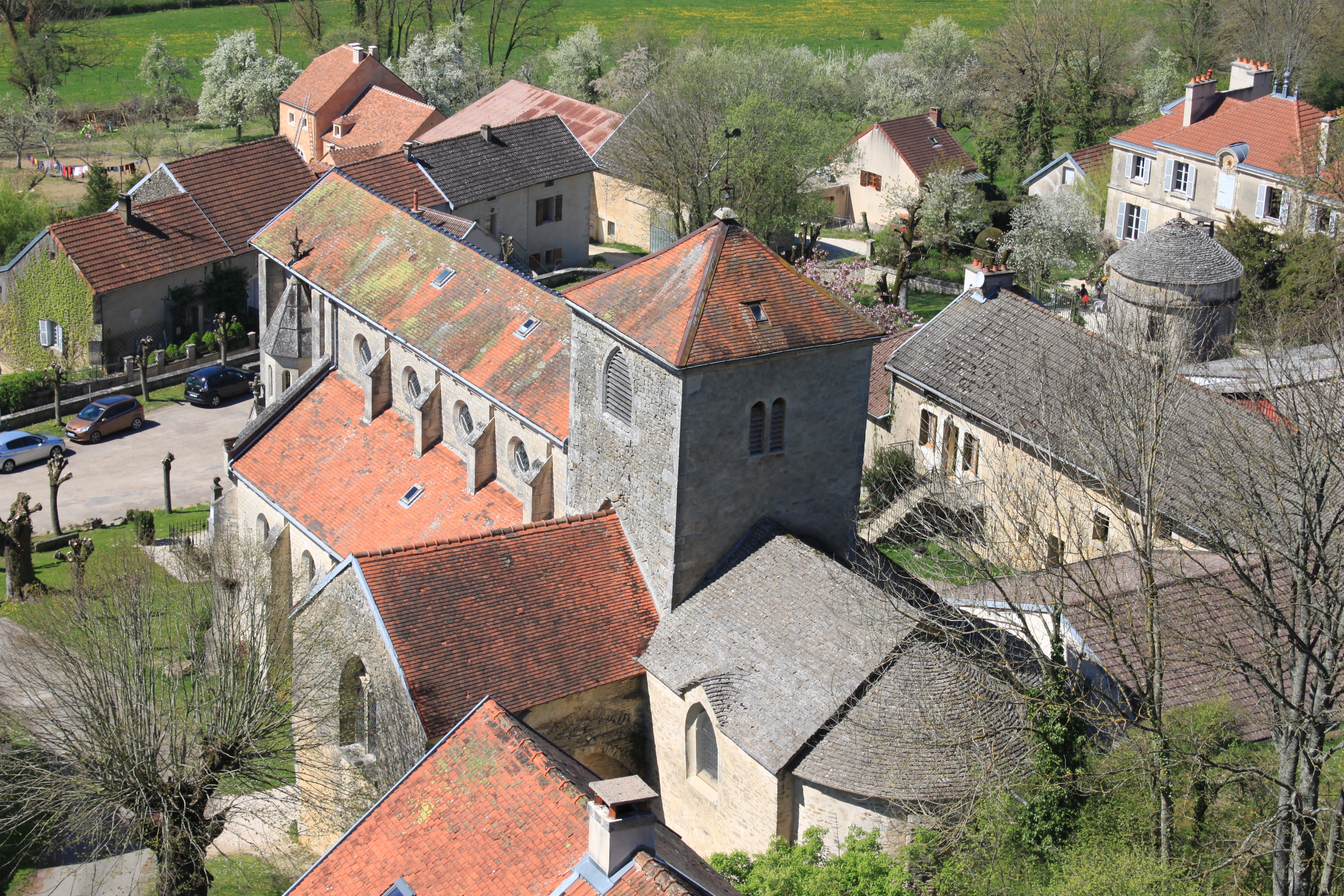
Pfarrkirche Notre-Dame-de-la-Nativité

Der Chor, das Querschiff und der Glockenturm datieren aus dem 11. Jahrhundert und wurden im 14. Jahrhundert restauriert. Das im neugotischen Stil gehaltene Langhaus wurde zu Beginn des 20. Jahrhunderts nach Plänen von Charles Jevelle neu gebaut. Der Chor besteht aus einem geraden Joch mit einem Tonnengewölbe und einer halbrunden Apsis, die mit einem Halbkuppelgewölbe versehen ist. Unterhalb des Chors befindet sich eine kleine Krypta, nördlich eine Apsidiole. Der Chor wurde zwischen 1988 und 1998 restauriert, die Apsidiole im Jahre 1981. An der Westseite war ursprünglich eine weite Treppe mit einem Eingang zum Langhaus vorgesehen. Aufgrund fehlender finanzieller Mittel wurde diese nicht verwirklicht. Ein dreiteiliges Fenster anstelle einer Tür erinnert an das ursprüngliche Bauvorhaben.
Die inneren Wände des Chors und der Apsidiole sind mit Blendarkaden verziert. Sie werden von schmalen, leicht geschwungenen Säulen getragen, deren Kapitelle verschönert sind in Form von Entrelacs und Blattwerk. Die Restaurierungsarbeiten in den 1990er Jahren haben ergeben, dass es drei rundbogenförmige Fenster in der Südwand gegeben hat, die im 15. Jahrhundert durch ein Fenster mit einem Maßwerk im Flamboyantstil ersetzt wurde.
Im südlichen Arm des Querschiffs ist ein Cippus aus gallorömischer Zeit zu sehen, der der Göttin Sequana gewidmet war, die insbesondere einige Kilometer entfernt an den Quellen der Seine verehrt wurde. Er trägt folgende Inschrift: Deae Sequanae. Hilariclus Cl(audii) Aviti servos pro Hilariano filio posuit. V(otum) S(alvit) L(ibens) M(erito) (deutsch An die Göttin Sequana. Hilaricius Claudii, Sklave des Aviti, hat dies für Hilarianus, seinen Sohn, aufgestellt. Dieser hat ein bereitwillig ein Gelübde abgelegt.).Die Stele ist seit dem 5. Dezember 1908 als Monument historique klassifiziert.
Im nördlichen Arm des Querschiffs fällt der Blick auf einen Gisant mit der Darstellung der 1277 verstorbenen Margarete von Burgund. Die Figur liegt auf einer Grabplatte mit ihren Füßen auf einen Hund gelehnt, ein Symbol der Treue. Engel als Thuriferaren sind zu beiden Seiten des Kopfes zu erkennen, der mit einer eng anliegenden Haube bedeckt ist. Vier betende Mönche an ihrer Seite komplettieren das Werk, das seit dem 20. November 1931 als Monument historique klassifiziert ist. Weitere Grabplatten sind in der Kirche zu sehen, darunter eine mit den Werkzeugen eines Zimmermanns. Eine Statue aus dem Ende des 15. oder dem Beginn des 16. Jahrhunderts mit der Darstellung von Maria mit Jesuskind
gehört ebenfalls zu den klassifizierten Monuments historiques. Diese ist nicht ständig in der Kirche anzutreffen.
Der Chor, das Querschiff und der Glockenturm sind seit dem 24. Juni 1983 als Monument historique klassifiziert, das Langhaus seit dem gleichen Datum als Monument historique eingeschrieben.

### Burg Salmaise
An der Stelle befand sich bereits im 10. Jahrhundert eine Festung, die von den Grundherren von Mont-Saint-Jean im 12. Jahrhundert neu gebaut wurde. Etienne de Mont-Saint-Jean rebellierte gegen den Herzog des Burgund Hugo IV. und musste die Burg aufgeben. Die Herzöge von Burgund machten aus Salmaise den Sitz einer Kastellanei und verstärkten die Burg. Im Jahre 1477 schenkte der französische König Ludwig XI. die Burg seinem Marschall Philipp von Hachberg-Sausenberg, dessen Nachkommen sie noch zwei Jahrhunderte lang besaßen. Im Jahre 1691 kehrte der Besitz in die Hände der Krone zurück, die in der Folge nacheinander verschiedene Besitzer verpflichteten, die die Gebäude der Burg verwahrlosen ließen. Am Ende des 18. Jahrhunderts war die Burg im Zustand einer Ruine.
Die Burg wurde über dem Tal der Oze auf einem dreieckigen Felsvorsprung gebaut. Im Osten wurde sie von zwei tiefen Gräben geschützt, die in den Felsen gehauen wurden. Der Wohntrakt belegte die Südseite des Felssporns, die Nebengebäude wurden in einem Bogen entlang der östlichen Gräben errichtet. Die Nordseite wurde durch eine unregelmäßige, den Vorsprüngen des Felsens folgende Mauer bewehrt. Das Wohnhaus setzte sich aus einem rechteckigen Turm, einem lang gestreckten Bau und einer Scheune, die sich an den Graben anschloss. Die Gebäude sind auf der Eskarpemauer und auf einen Unterbau errichtet. Der aus dem Wohntrakt hervorspringende Turm besitzt ein Erdgeschoss und ein weiteres Stockwerk. Er besitzt Kreuzstockfenster an der Südseite und Sprossenfenster an der Nordseite. Die westliche Fassade besitzt einen auffälligen mehrgliedrigen und viereckigen Schornstein. Ein hexagonaler Treppenturm befindet sich an der Nordostecke außerhalb des Gebäudes. Er überragte den viereckigen Turm und diente als Wachturm. Die Nebengebäude an den Gräben öffneten sich zum Innenhof. Das nördliche Gebäude besaß eine Verteidigungsfunktion. Es war auf der Eskarpemauer und auf einen Unterbau gebaut und vollständig mit Bossenwerk versehen. Der Unterbau gewährte Zugang zu einer Schießluke und einem Ausfalltor am äußersten Norden des Grabens.
Von der mittelalterlichen Anlage sind nur der viereckige Turm, der Treppenturm und eine romanische Kapelle übrig geblieben. Die anderen Bauten wurden nach dem Zweiten Weltkrieg restauriert oder neu gebaut. Die Kapelle wurde zwischen 1987 und 1993 abgebaut und neu errichtet. Die Kapelle ist seit dem 25. September 1928 als Monument historique eingeschrieben, die Reste der ehemaligen Burg seit dem 26. September 1928

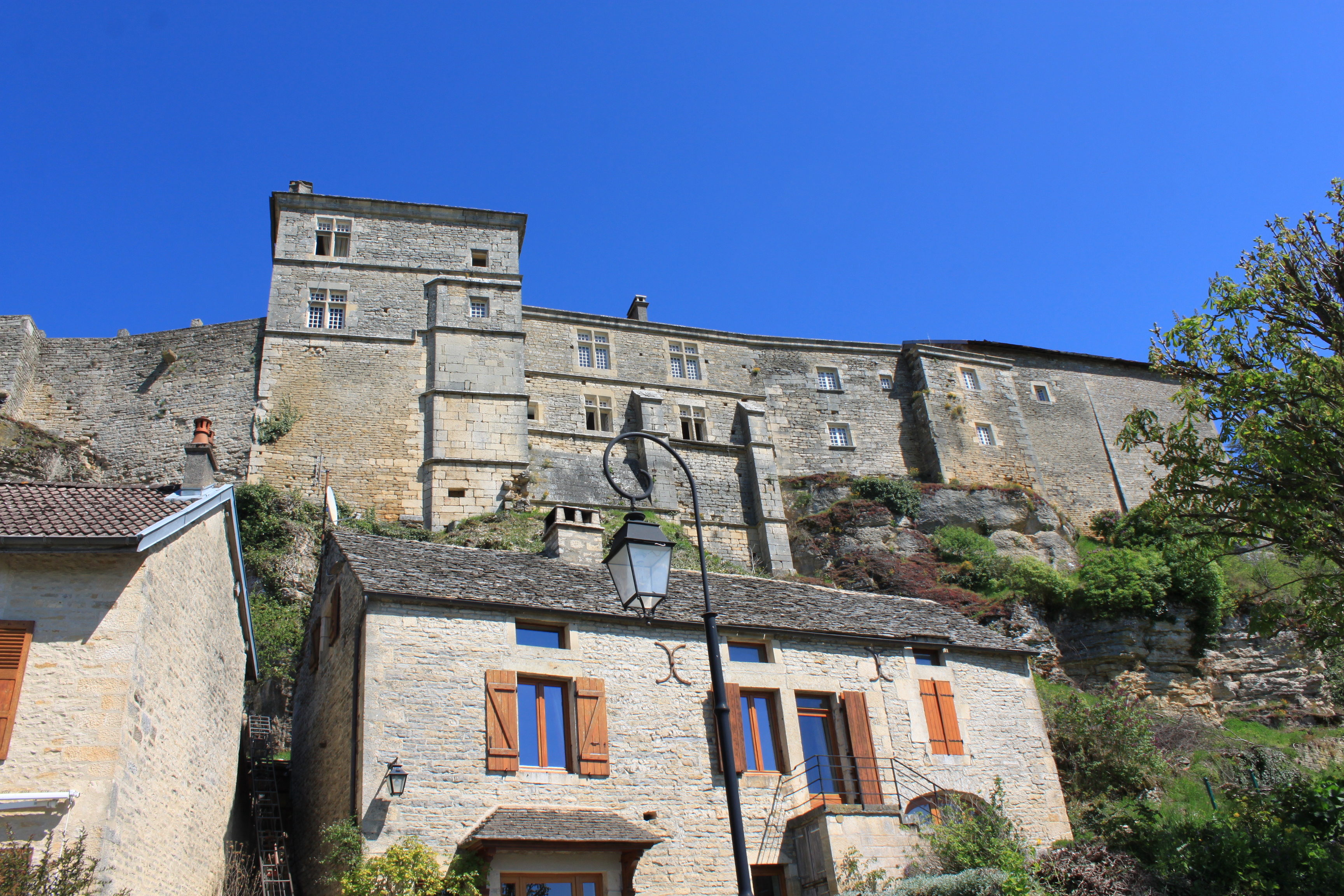
Burg von Salmaise
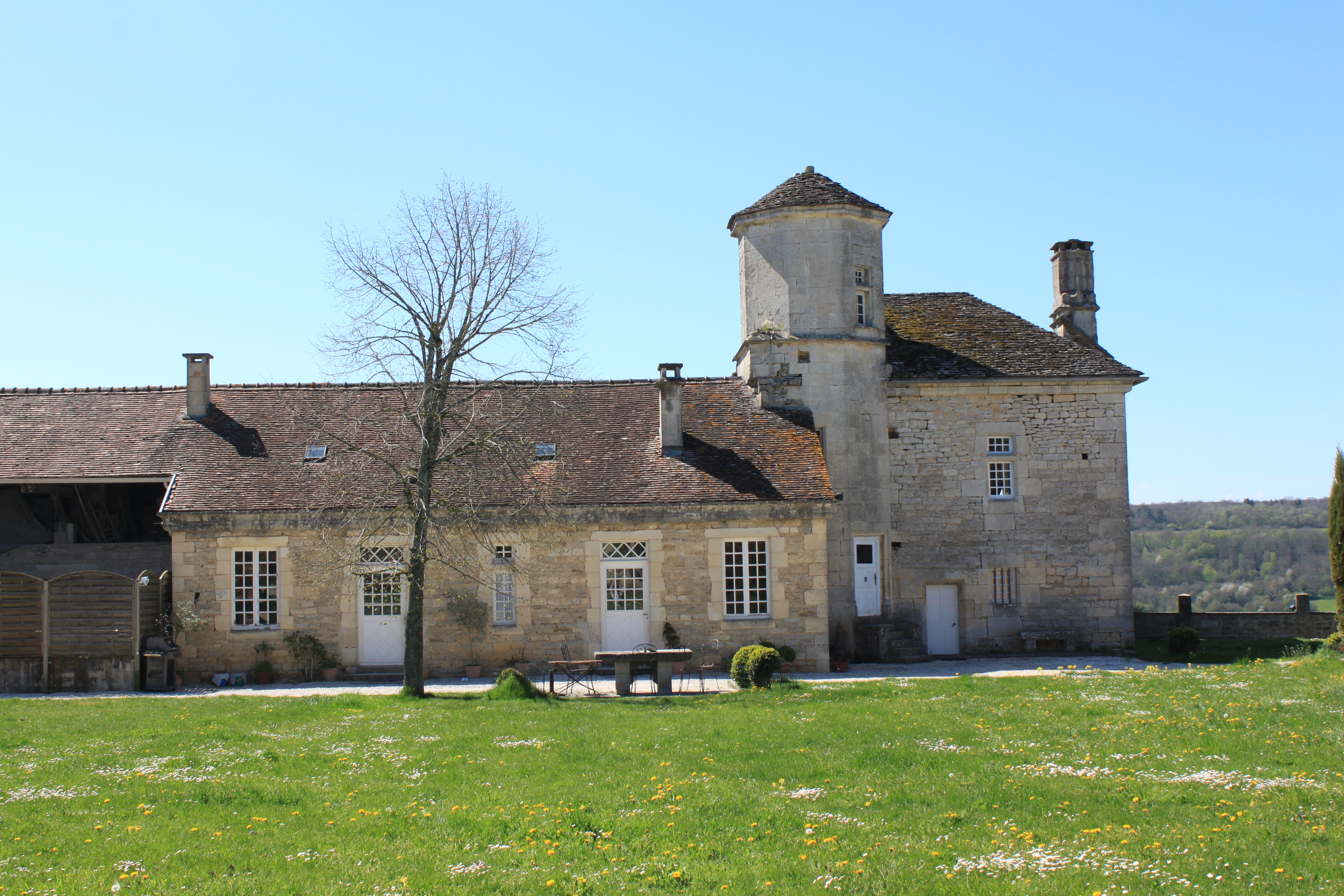
Hauptgebäude
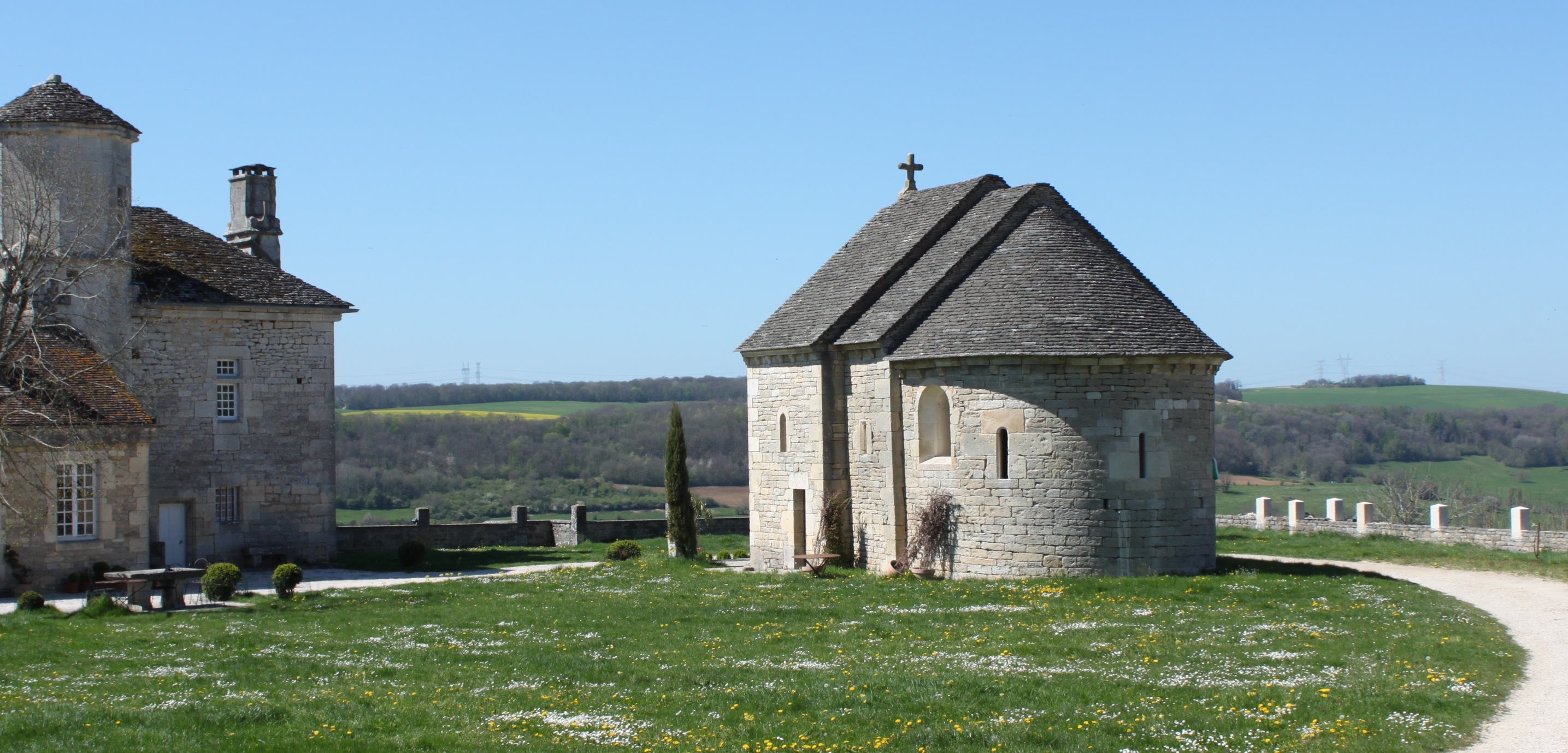
Burgkapelle

### Markthalle
Etienne II de Mont Saint Jean übergab den Einwohnern von Salmaise am 12. Mai 1265 eine Urkunde, in dem sie gegen eine jährliche Steuer als Freie erklärt wurden. Die in der zweiten Hälfte des 12. Jahrhunderts gebaute Markthalle wurde zum Symbol ihres neuen Status. Die Händler hielten dort dienstags ihren Wochenmarkt ab und sie war Schauplatz der fünf jährlichen Märkte. Es handelt sich um einen niedrigen, schmalen Bau mit einer Breite von circa 30 Metern. Sein Dach aus Lavasteinen wird durch einen robustenDachstuhl getragen, der auf groben Pfeilern ruht. Nur einige Monolithen sind verbaut um dem Material ein wenig mehr Qualität zu geben. Diese könnten von einem Tempel stammen, der sich bei den Quellen der Seine befand. Den letzten Pfeiler an der Nordseite ziert ein heute sehr verwischtes Wappen mit einer Mondsichelund drei Sternen. Es nimmt Bezug auf den Grundherrn von Salmaise Guillaume II de Mont Saint Jean, der im Jahre 1250 während eines Kreuzzugs in der Schlacht von al-Mansura fiel. Seit 1982 bilden diese gemeine Figuren das Wappen der Gemeinde. Seit dem 4. August 1940 ist die Markthalle als Monument historique klassifiziert.

### Waschhäuser

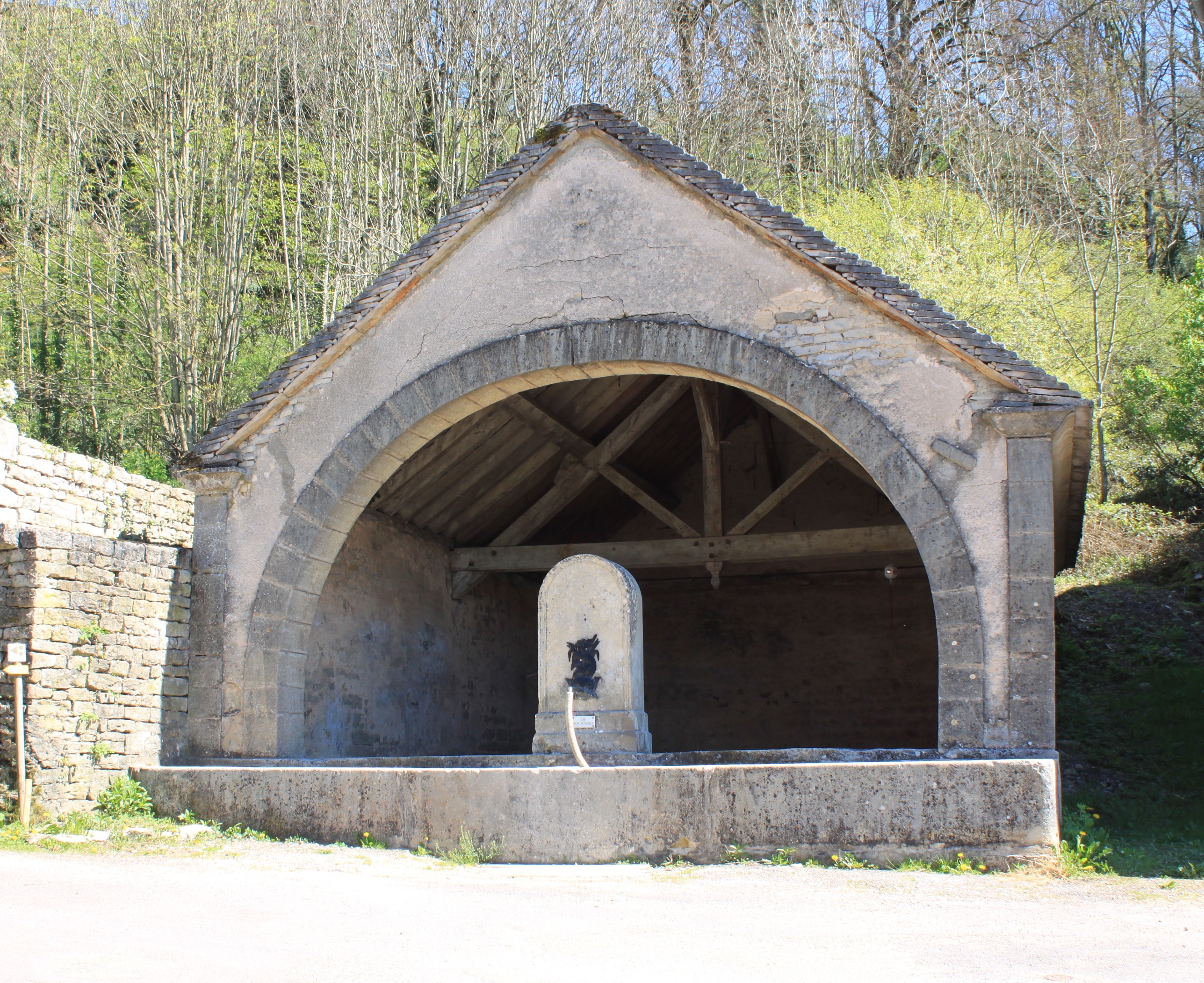
Eines der beiden Waschhäuser in Salmaise

Im Jahre 1856 wurde auf Initiative des Gemeinderats ein Projekt ins Leben gerufen, die Leitung und Verteilung des Wassers von der Quelle am See zu realisieren. Das Wasser der Brunnen des Dorfes war verunreinigt und die vorhandenen Waschhäuser waren zu weit entfernt. Der Präfekt genehmigte das Projekt im Jahre 1863. Es sah neben dem Bau der Wasserleitungen, die Errichtung von zwei identischen Waschhäusern mit einem öffentlichen Brunnen und einen weiteren großen Brunnen vor. Die Arbeiten wurden im Februar 1866 abgeschlossen. Neue Bodenplatten wurden im Jahre 1903 eingesetzt, und in den Jahren 1983 und 1984 wurden die Dächer der Waschhäuser restauriert.

## Wirtschaft und Infrastruktur

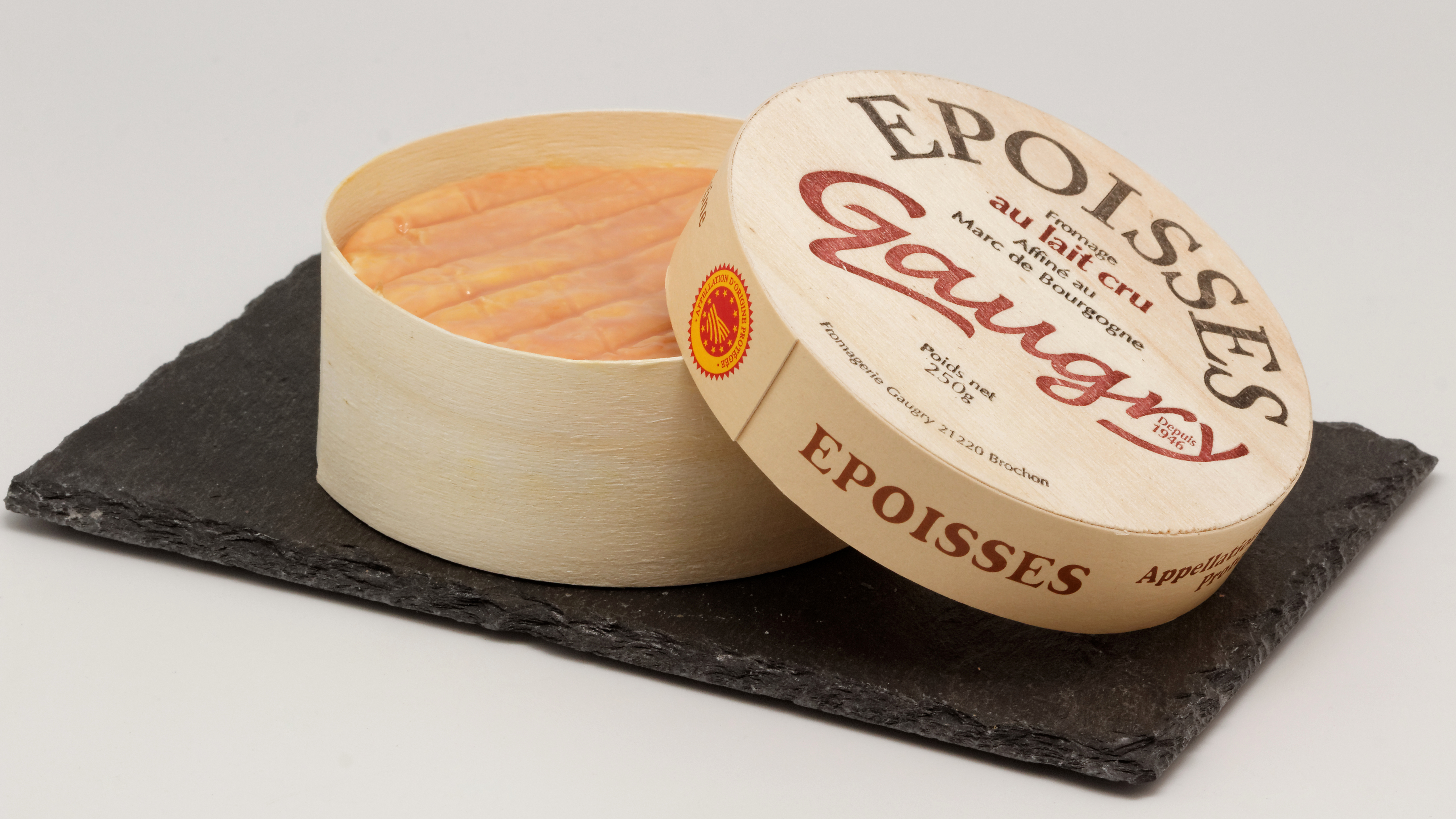
Époisses-Käse in seiner Holzschachtel

Salmaise liegt in der Zone AOC des Époisses, eines Käses aus Kuhmilch.

### Verkehr
Salmaise wird durchquert von den Routes départementales 10, 26 und 117.
Linien des TER Bourgogne-Franche-Comté, einer Regionalbahn der staatlichen SNCF, bedienen die Strecken von Dijon nach Auxerre und von Is-sur-Tille nach Venarey-les-Laumes über Dijon, die auch das Gemeindegebiet durchqueren. Salmaise besitzt selbst keinen Haltepunkt auf diesen Linien. Der nächste Haltepunkt befindet sich in der Nachbargemeinde Verrey-sous-Salmaise.